# Domremy-la-Canne
Domremy-la-Canne – miejscowość i gmina we Francji, w regionie Grand Est, w departamencie Moza.
Według danych na rok 1990 gminę zamieszkiwało 28 osób, a gęstość zaludnienia wynosiła 9 osób/km² (wśród 2335 gmin Lotaryngii Domremy-la-Canne plasuje się na 1017. miejscu pod względem liczby ludności, natomiast pod względem powierzchni na miejscu 1167.).